# Ca' Granda
La Ca' Granda, già sede dell'Ospedale Maggiore di Milano, è un edificio situato tra via Francesco Sforza, via Laghetto e via Festa del Perdono, a ridosso della basilica di San Nazaro in Brolo. Opera dell'architetto fiorentino Filarete, fu uno dei primi edifici rinascimentali a Milano ed ebbe un ampio seguito in tutta l'Italia settentrionale.
Oggi è sede dell'Università Statale di Milano.

## Storia

### Il progetto quattrocentesco del Filarete

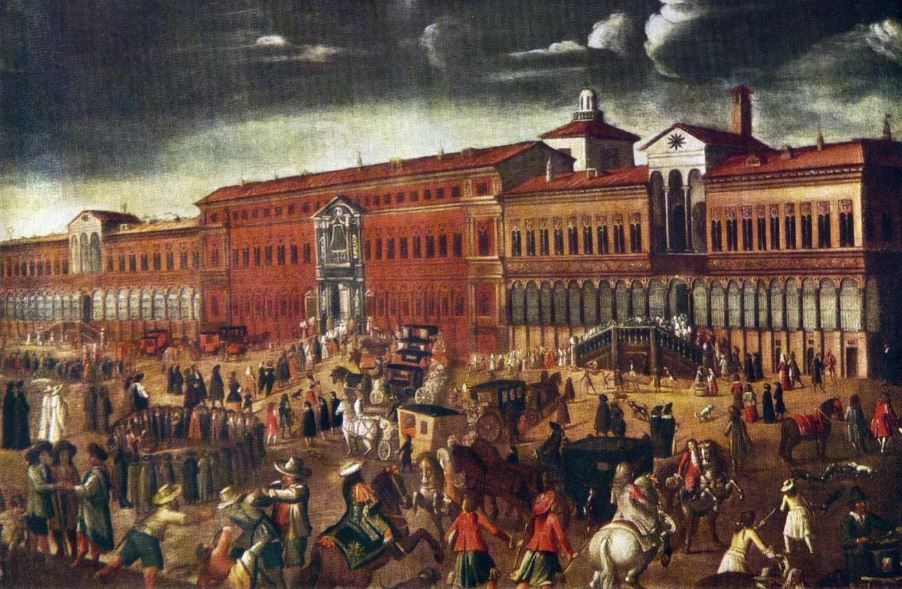
La Ca' Granda, all'epoca sede dell'Ospedale Maggiore di Milano, nel giorno della Festa del Perdono (fine del XVII secolo)

La costruzione dell'edificio prese avvio nella seconda metà del Quattrocento, su impulso del Duca di Milano Francesco Sforza, allo scopo di dotare la città di un unico grande ospedale per il ricovero e la cura dei malati, che precedentemente venivano ospitati in vari ospizi sparsi per la città. La decisione della sua edificazione avvenne all'indomani della conquista del Ducato di Milano da parte di Francesco Sforza, con l'intento di conquistarsi il favore dei nuovi sudditi con una monumentale opera di pubblica utilità. La prima pietra venne posata il 12 aprile 1456, a seguito del decreto con il quale il Duca faceva dono alla città del grande terreno su cui sarebbe sorto l'Ospedale.
Il progetto iniziale venne ideato da Antonio Averulino detto Filarete, architetto toscano convocato a Milano dal Duca su raccomandazione di Cosimo de' Medici. La scelta dell'architetto toscano, incaricato anche della ricostruzione del castello sforzesco, testimonia la volontà di Francesco di dotare la città di un edificio costruito secondo le più avanzate tecniche di costruzione, per le quali al tempo Firenze era considerata la città maggiormente all'avanguardia. Sempre da Firenze infatti fu fatto arrivare il progetto dell'ospedale di Santa Maria Nuova per essere utilizzato quale modello. Il progetto del Filarete prevedeva un grande quadrilatero con cortili interni; esso viene ampiamente descritto nel suo trattato Trattato di Architettura, composto dal 1460 al 1464. 

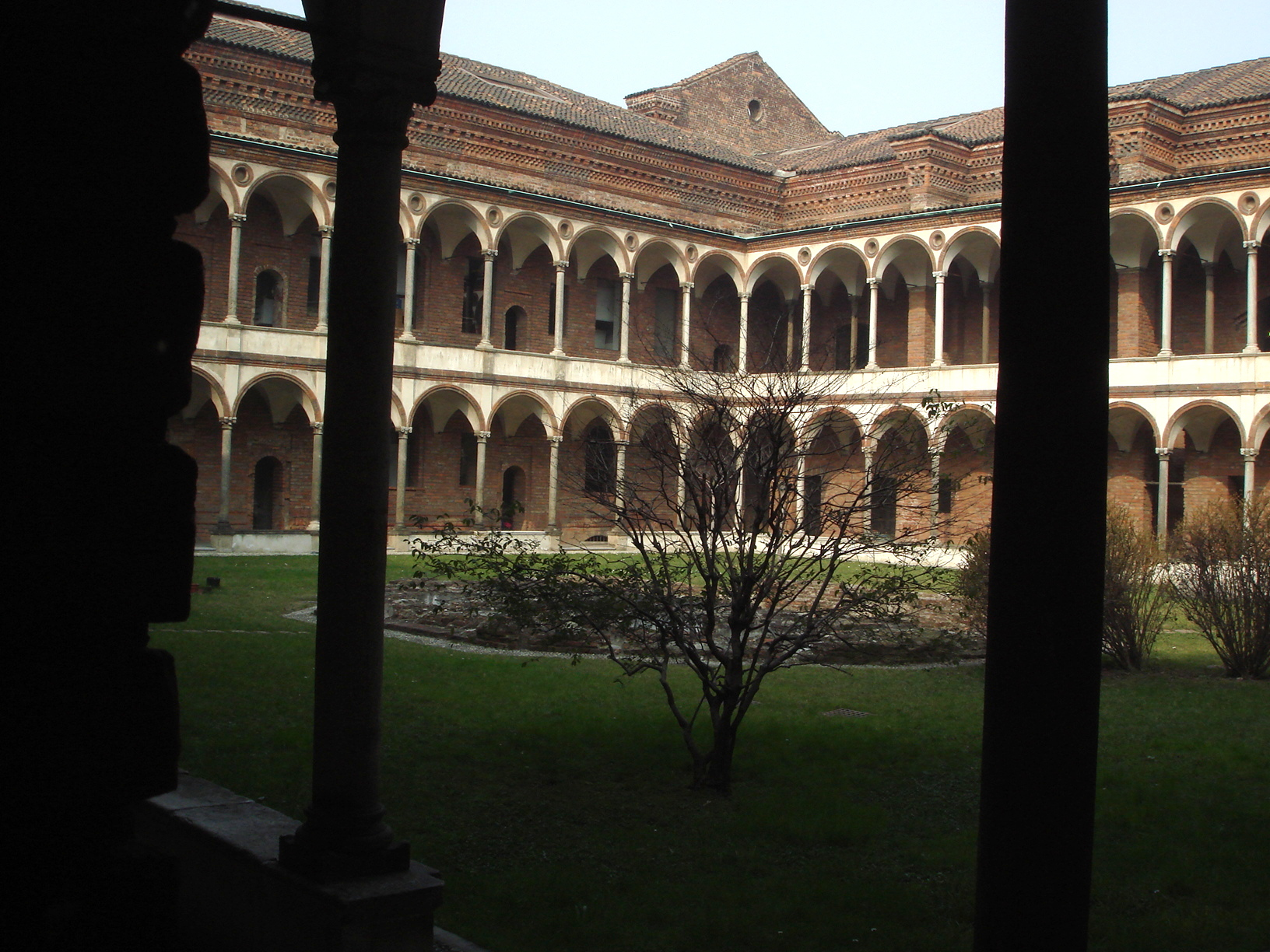
Chiostro dei Bagni (1463-1467)

La sua realizzazione fu tuttavia solo parziale in quanto nel 1465 abbandonò Milano, e l'esecuzione venne portata avanti da Guiniforte Solari e a partire dal 1495 dal suo allievo e genero Giovanni Antonio Amadeo. Questi realizzarono il progetto filaretiano con notevoli modifiche per adeguarlo al gusto lombardo ancora tardogotico, quali la sostituzione delle monofore a tutto sesto con le bifore ogivali nel prospetto della facciata principale. La costruzione prese avvio dall'ala destra verso la Chiesa di San Nazaro, che presenta ancora l'originale facciata in cotto prodotto dalla fornace Curti. Proseguì abbastanza speditamente, e già nel 1472 l'ospedale cominciò a funzionare. Morto il Solari nel 1481, i lavori proseguirono sotto l'Amadeo fino alla caduta della dinastia sforzesca nel 1499. A lui spetta la decisione di adottare la pietra d'Angera quale materiale di costruzione in sostituzione del cotto, in quello che poi divenne il Cortile del Richini. A seguito della caduta della dinastia sforzesca, i lavori si arrestarono completamente per mancanza di fondi.

### La fabbrica seicentesca

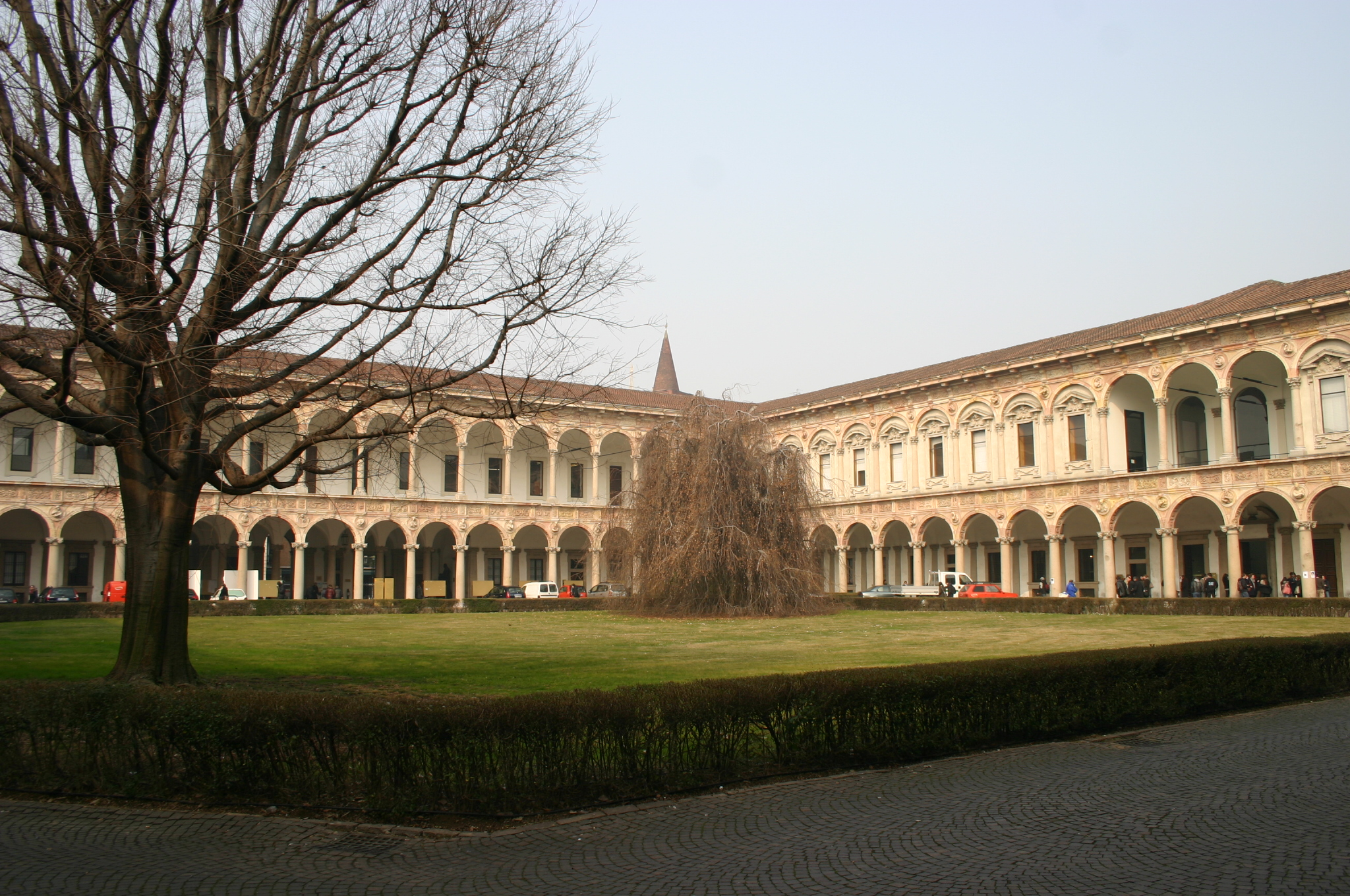
Chiostro Maggiore, detto del Richini o cortile d'onore

Il corpo centrale dell'edificio prende invece il nome dal mercante e banchiere Giovanni Pietro Carcano che, alla sua morte avvenuta nel 1624, lasciò all'ospedale parte delle sue ricchezze (un'ingente cifra) per i sedici anni seguenti: con questo lascito si poté proseguire nell'opera di ingrandimento sotto la direzione dell'ingegnere Giovanni Battista Pessina, coadiuvato dagli architetti Francesco Maria Richini, Fabio Mangone e dal pittore Giovanni Battista Crespi, detto il "Cerano". Pur riprendendo il progetto iniziale, i lavori furono modificati dando come risultato finale l'attuale sovrapposizione tra stile gotico, rinascimentale e barocco.

Si devono a questa fase costruttiva l'erezione del cortile centrale quadrato, detto appunto "del Richini", la chiesa dell'Annunciata sul lato di fondo del cortile medesimo, ed il portale di accesso principale. Per volontà del capitolo dell'ospedale, sia la decorazione del fronte su via Festa del Perdono che quella del cortile maggiore riprendono i decori rinascimentali eseguiti oltre un secolo prima dall'Amadeo e dal Solari.

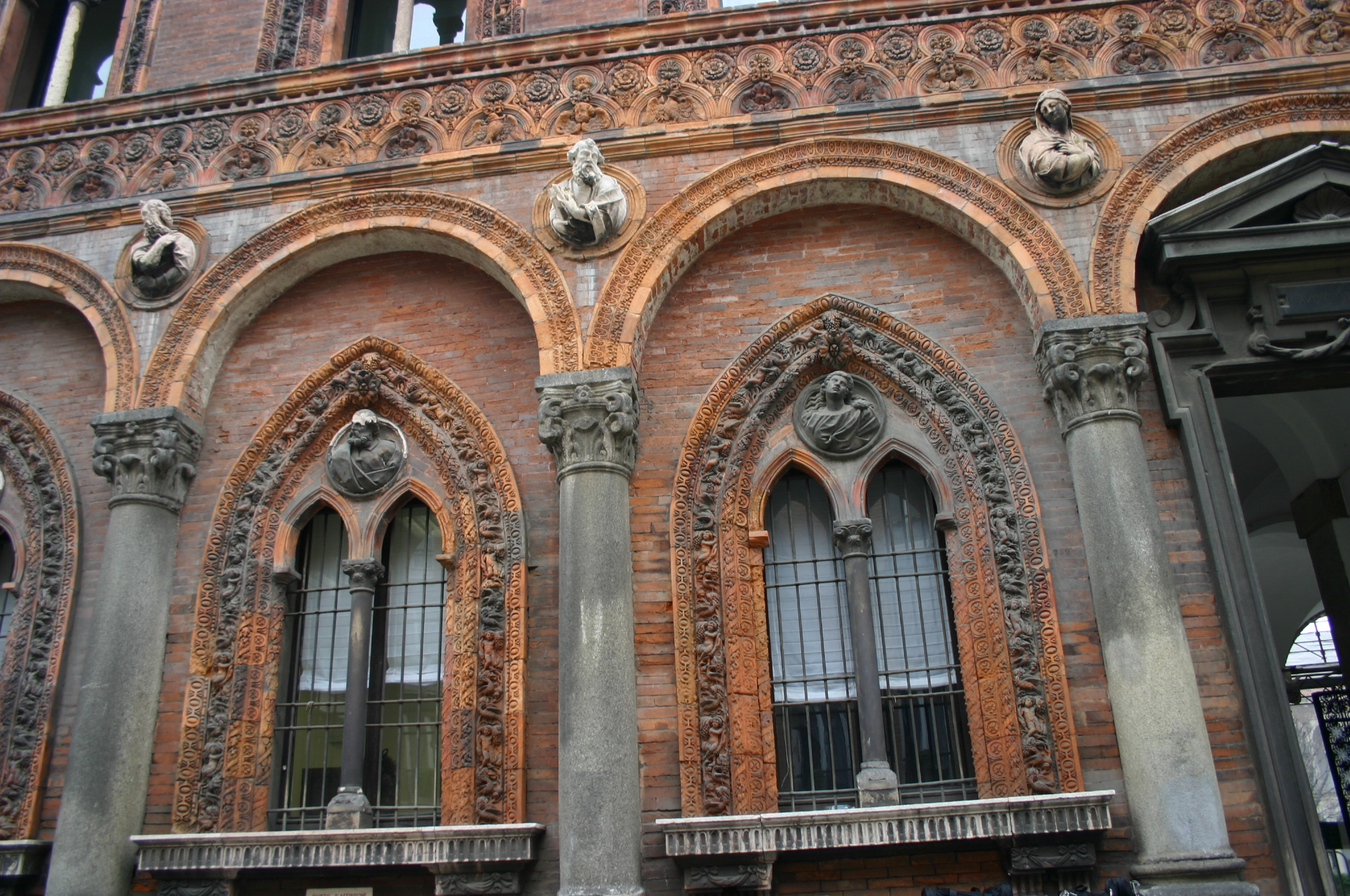
Dettaglio della facciata seicentesca

Nel 1639 viene posta sull'altare della chiesa la pala del Guercino con l'Annunciazione cui il luogo è dedicato.
Per tutto il secolo successivo continua l'edificazione delle crociere dell'ala nord, verso l'antico laghetto di Santo Stefano, un tempo utilizzato per lo scarico del marmo ad uso della fabbrica del Duomo, e poi divenuto proprietà dell'ospedale stesso, fino al suo interramento nel 1857.

### Il completamento ottocentesco

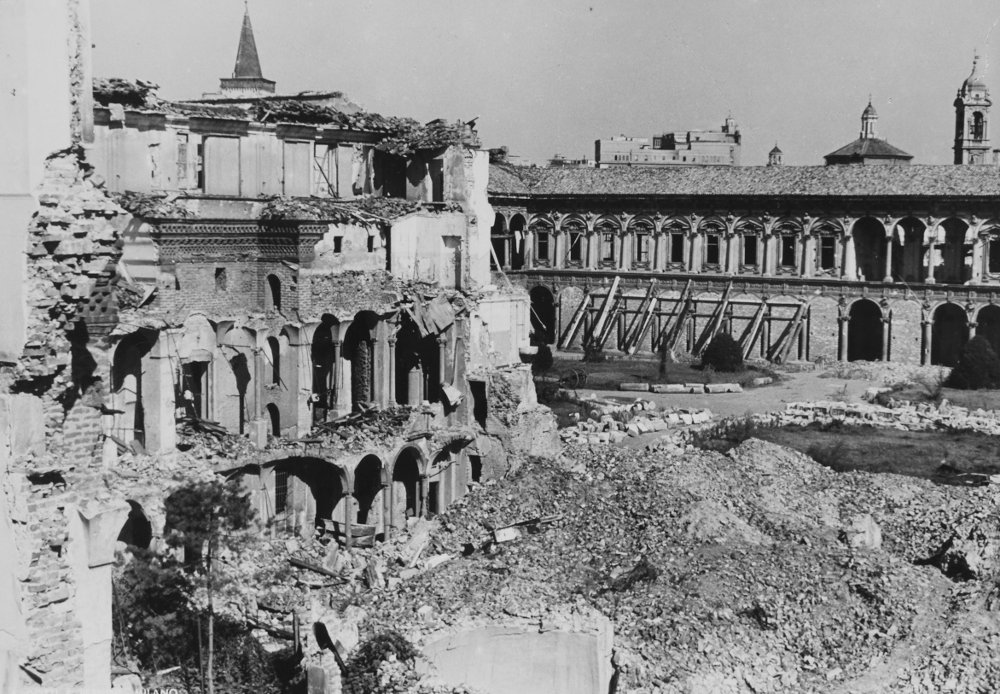
Il cortile maggiore dopo i bombardamenti del 1943

A sinistra infine si ha l'ala più recente, costruita nella fine del XVIII secolo grazie al lascito testamentario del notaio Giuseppe Macchio. Sotto la direzione di Pietro Castelli i lavori vennero completati nel 1805. La costruzione così terminata continuò a svolgere la sua funzione di ospedale maggiore della città di Milano fino al 1939, quando i degenti furono trasferiti nella nuova sede edificata a Niguarda.

### Le distruzioni belliche, il mutamento di destinazione e il restauro
Durante la seconda guerra mondiale, tra il 15 e 16 agosto 1943 la struttura fu gravemente danneggiata dai bombardamenti, che distrussero intere ali del complesso. I danni furono riparati alla fine della guerra recuperando quanto più possibile il materiale originario. La sua ricostruzione è considerata un capolavoro del restauro. Da ricordare anche il pluridecennale lavoro di restauro diretto dagli architetti Ambrogio Annoni e Liliana Grassi, effettuato a partire da importanti studi sull’architettura quattrocentesca lombarda e sul Filarete. L'Ateneo vi ha ufficialmente sede dal 1958.

## Descrizione

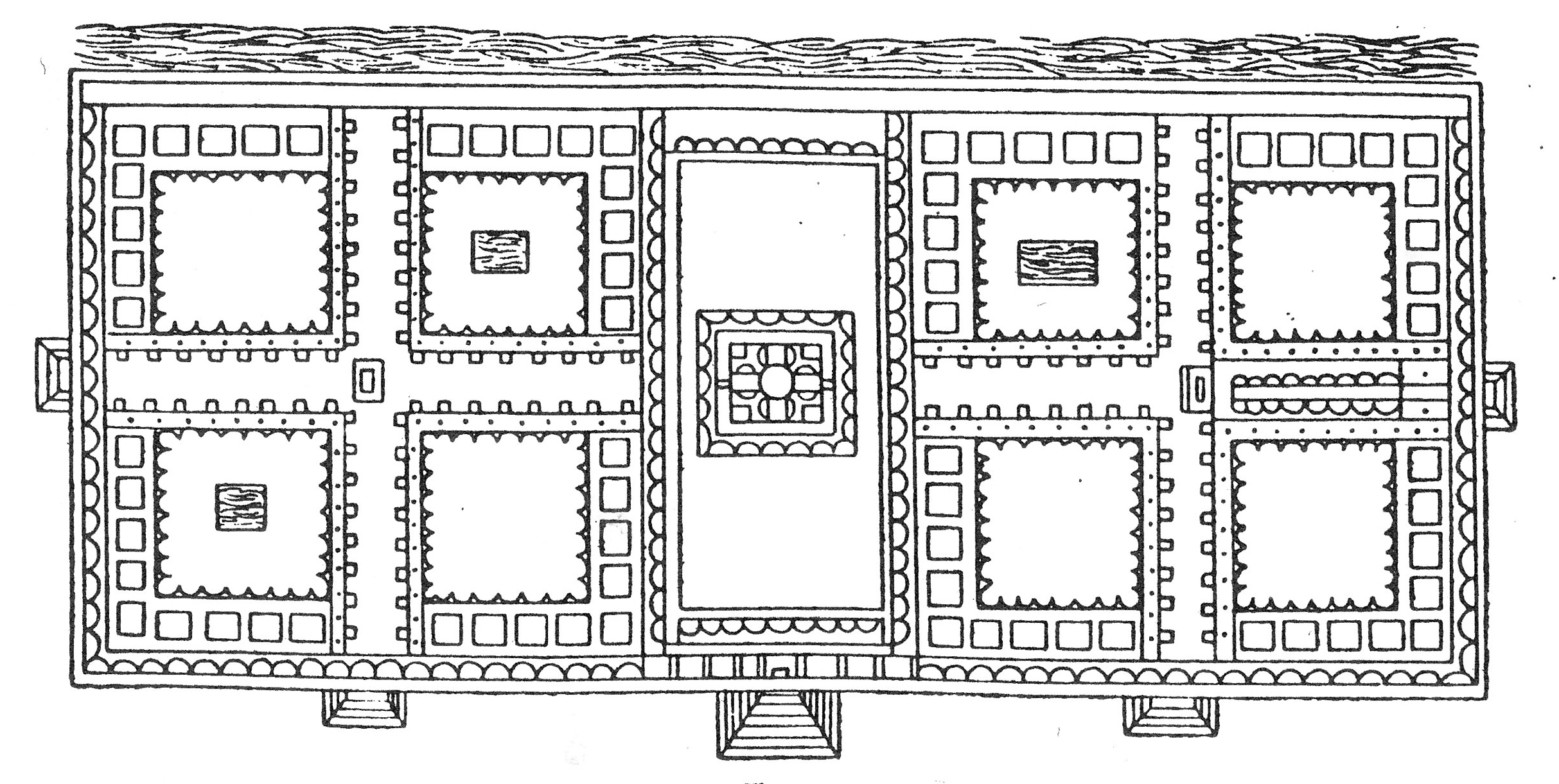
Pianta dell'Ospedale disegnata da Filarete

L'edificio che nacque come Ospedale Maggiore (Ca' Granda), fu una delle opere più significative di Filarete a Milano, nonché esempio paradigmatico del gusto rinascimentale lombardo prima dell'arrivo di Bramante (1479). Lo stile è ibrido, improntato a linee nitide, ma addolcite da una certa ricchezza decorativa, senza un'applicazione di estremo rigore della "grammatica degli ordini" brunelleschiana.
L'Ospedale maggiore, commissionato secondo una volontà del nuovo principe Francesco Sforza di promuovere la propria immagine, mostra con chiarezza le diseguaglianze tra il rigore del progetto di base, impostato a una funzionale divisione degli spazi e una pianta regolare, e la mancata integrazione con il minuto tessuto edilizio circostante, per via del sovradimensionamento dell'edificio. La pianta dell'Ospedale, benché completata nell'arco di quattro secoli, rispetta sostanzialmente quanto disegnato dal Filarete alla metà del Quattrocento. Essa è quadrangolare; l'ingresso principale immette in un vasto cortile centrale, detto Corte del Richini, che comunica con due cortili identici a destra e a sinistra, a loro volta suddivisi da due bracci ortogonali interni che li suddividono ulteriormente in quattro vasti cortili. L'ala di destra, posta a meridione, fu edificata nel Quattrocento, il cortile centrale fu eretto dal Richini nel Seicento mentre l'ala sinistra, settentrionale, edificata fra sei e settecento, fu ricostruita nel dopoguerra con sostanziali rifacimenti in forme contemporanee.
Nei prospetti, alla purezza ritmica della successione di archi a tutto sesto dei cortili, derivata dalla lezione di Brunelleschi, fa da contraltare un'esuberanza delle decorazioni in cotto (in larga parte dovute ai continuatori lombardi).

### La facciata principale

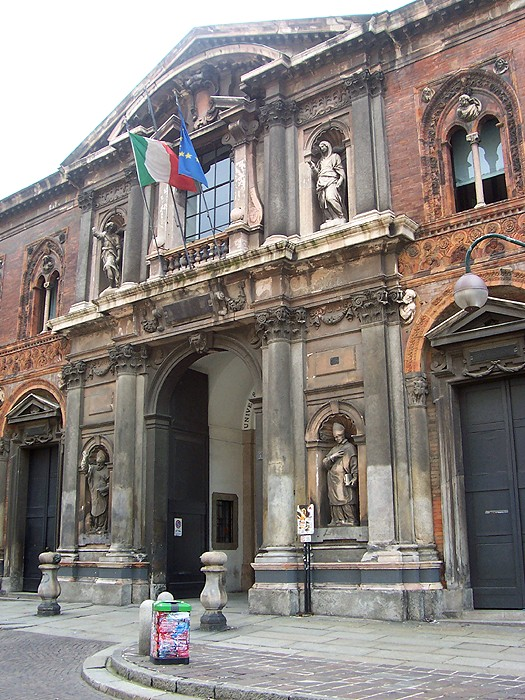
Portale principale, opera del Richini, 1630

Il monumentale portale centrale divide in due parti uguali la facciata principale, lunga quasi trecento metri, che prospetta su via Festa del Perdono. La parte più antica, elevata nel quattrocento, è l'ala destra, la cui costruzione fu iniziata da Filarete cui si deve il porticato ad archi a tutto sesto poggianti su colonne in pietra, innalzato sull'alto basamento. Si devono invece ai fratelli Guiniforte e Francesco Solari le fantasiose decorazioni in cotto al piano superiore. Esse comprendono l'elaborato cornicione ad archetti, e le bifore archiacute, cui nel seicento vennero aggiunti i caratteristici tondi in pietra con i busti sporgenti.
È di edificazione seicentesca la parte centrale della facciata, costituita dal portale barocco e dalle due ali simmetriche che da esso si dipartono, costituite al piano terreno da un portico le cui arcate, murate, ospitano bifore ogivali. Benché edificata in epoca barocca, la facciata ripete gli stilemi decorativi quattrocenteschi, per espressa volontà del Capitolo dell'ospedale, che ne affidò il progetto a Richini e Mangone. Sono di gusto tipicamente barocco tuttavia gli espressionisti busti in pietra, e il portale a due ordini coronato da timpano. Le statue che lo ornano rappresentano, al piano inferiore, i due più celebrati santi milanesi, San Carlo e Sant'Ambrogio, e al piano superiore l'Annunciata, cui l'Ospedale era originariamente dedicato, realizzate nel 1631 da Giovan Pietro Lasagna, scultore della Veneranda fabbrica del Duomo.
Segue sulla sinistra la neoclassica ala Macchio, in intonaco rosso scuro interrotto da semplici paraste, che racchiude l'ala settecentesca ricostruita in forme contemporanee dopo i danni bellici.

### I cortili interni
L'ingresso principale immette direttamente nel vasto cortile centrale detto "Cortilone d'onore del '600" o "del Richini" , edificato da quest'ultimo in forme barocche. In deroga all'originario progetto filaretiano, che prevedeva una corte rettangolare occupata al centro dalla chiesa dell'Annunciata, fu invece eretto a pianta quadrata di dimensioni quasi doppie a quelle inizialmente previste. Richini, nella realizzazione della corte, demolì il portico già realizzato dall'Amadeo oltre un secolo prima sul lato sud, ma ne riutilizzò gli elementi decorativi. Di essi è possibile vedere, al centro di tale lato, i due medaglioni con l'Annunciazione, danneggiati dalla guerra. Nei registri della fabbrica dell'Ospedale sono ricordati i numerosi scalpellini, molti dei quali provenienti dalla fabbrica del Duomo, impiegati negli anni venti del Seicento nella vasta realizzazione delle decorazioni, capitelli, sottarchi, motivi vegetali e grottesche del fregio e soprattutto i busti emergenti dai tondi con Santi e personaggi del vecchio testamento, molti dei quali ricomposti dopo le distruzioni belliche negli anni Cinquanta del Novecento.
La corte, pesantemente danneggiata dai bombardamenti, fu interamente ricostruita ricomponendo con i pezzi originari le ottanta arcate che lo costituiscono.
Sulla destra del cortile principale è l'ala rinascimentale, costituita da quattro cortili identici nelle dimensioni, ma dalle decorazioni differenti. Si presentano come chiostri a pianta quadrata, i cui lati sono costituiti da due ordini di logge sovrapposte, rette da sottili colonne in pietra. I cortili posteriori, detti "della Ghiacciaia" e "della Legnaia", sventrati dalle bombe del 1943, furono ricostruiti solo parzialmente. Conservano invece le forme originarie i due chiostri occidentali, detti "della Farmacia" e "dei Bagni", i primi ad essere edificati sotto la direzione di Filarete negli anni sessanta del Quattrocento.
Grazie ad alcune sponsorizzazioni, è in corso il restauro della facciata principale e del portale monumentale su via Francesco Sforza, che dovrebbe concludersi nel periodo 2009-2012, e la realizzazione di un "piano di conservazione programmata" per il cortile d'onore;
Inoltre, fra il 2009 ed i primi mesi del 2010 ci sono stati interventi sul loggiato del cortile di Farmacia e sui fregi più pesanti del cortile d'onore, rafforzati in modo invisibile per eliminare il rischio di crollo.
Sulla sinistra del cortile d'Onore vi sono  altri quattro cortili uno dei quali oggi è interamente occupato dall Aula Magna dell'Università.
Gli altri tre sono i cortili "dell'Ospedale" , "del '700" e "dei Pesci".

### L'Archivio Storico e le Raccolte d'arte dell'Ospedale Maggiore
Nella parte posteriore della corte del Richini si conservano i saloni monumentali del "Capitolo" dell'Ospedale, ovvero il consiglio d'amministrazione ospedaliera che si riuniva in questi luoghi fino al 1796. Il salone maggiore, decorato nel seicento da Paolo Antonio Maestri detto il Volpino, oggi ospita l'Archivio Storico dell'Ospedale, mentre nelle sale attigue è conservata la vastissima Raccolta d'arte dell'Ospedale Maggiore, comprendente la celebre Quadreria dei benefattori, ritratti commissionati dal 1602 al novecento, e collezioni di dipinti, sculture e oggetti d'arte giunti tra i beni dell'ospedale con le eredità dei benefattori.

### La chiesa di Santa Maria Annunciata all'Ospedale Maggiore

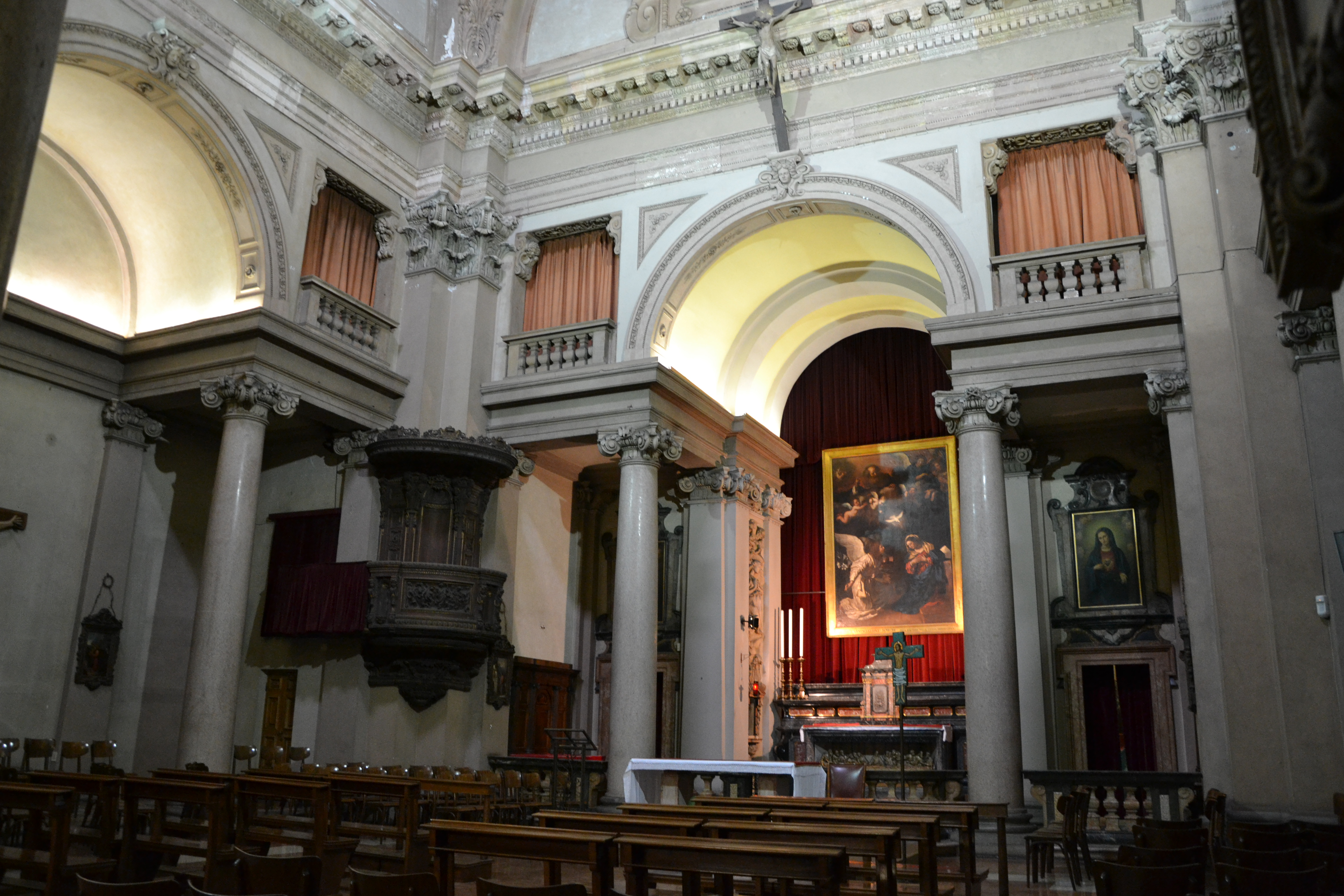
Santa Maria Annunciata, interno

La chiesa, priva di facciata, fu invece costruita all'interno del lato di fondo, distinguibile dal tiburio anch'esso quadrato, che si eleva sopra le arcate della loggia. Essa prese il nome di Santa Maria Annunciata all'Ospedale Maggiore. Sono ancora conservati alcuni disegni progettuali dell'edificio di culto, di mano del Richini. L'ingresso, privo di enfasi, avviene da un comune portale al centro del porticato di fondo della corte del Richini. L'interno è a pianta quadrata, mentre i quattro identici lati sono costituiti da serliane rette da colonne in marmo e capitelli ionici che richiamano la corte esterna. Di particolare interesse è la pala d'altare, commissionata negli anni trenta del Seicento a Guercino dal capitolo dell'Ospedale per essere collocata sull'altare maggiore dove ancora si trova. L'opera mostra una struttura compositiva articolata e mossa, e accenti di acceso realismo che si possono notare nella resa pittorica delle vesti dell'angelo, e nell'inconsueta iconografia di Dio padre calvo che sporge dalle nubi.
Varcando la soglia della Chiesa dell’Annunciata si incontrano tre bassorilievi in marmo, opere di Dante Parini, Vitaliano Marchini e Francesco Wildt. Il soggetto è comune ai tre artisti: “Le guarigioni di Cristo”.

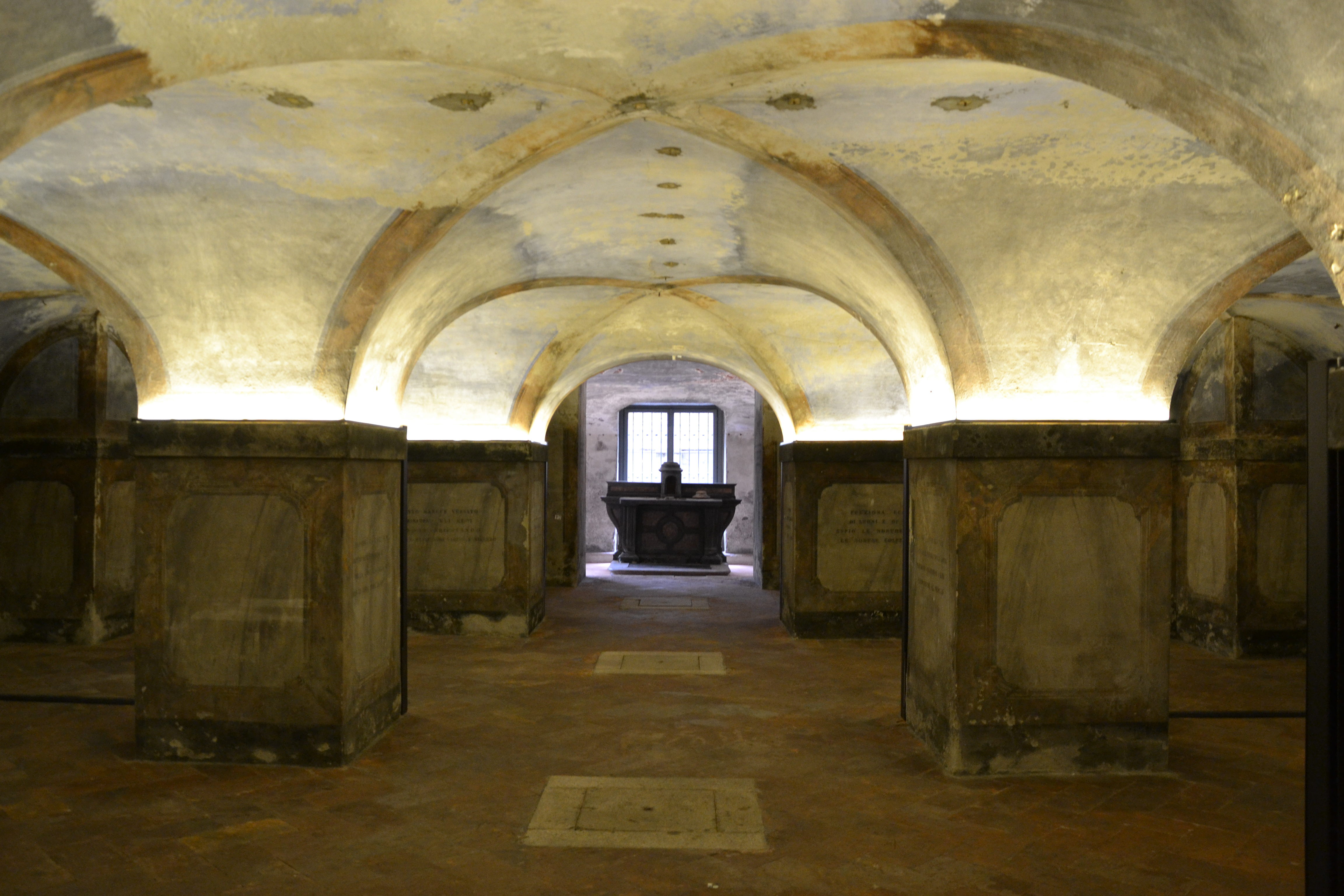
Santa Maria Annunciata, cripta

Al di sotto della chiesa vi è una bassa cripta, le cui volte ad arco ribassato sono rette da poderosi pilastri quadrati. Conserva scarsi resti della decorazione ad affresco originaria, scomparsa a causa dell'umidità, oltre all'altare disadorno. Fu utilizzata nei secoli quale ossario per i morti dell'ospedale che vi furono tumulati a migliaia. Ospitò in particolare anche i corpi dei caduti delle cinque giornate di Milano, in seguito trasferiti al di sotto del monumento appositamente eretto da Grandi nella piazza omonima. Restano ancora alle pareti numerosi nomi dei patrioti un tempo tumulati al suo interno.
La fronte posteriore dell'ospedale, oggi su via Francesco Sforza, prospettava originariamente sulla cerchia dei navigli. Scomparso l'antico porticciolo dell'Ospedale, resta oggi la Porta della Meraviglia, da cui si accedeva al ponte che conduceva all'antico cimitero dell'ospedale maggiore, oggi detto Rotonda della Besana. Sulla testata della crociera è invece il piccolo portale quattrocentesco ornato da un'Annunciazione di Luvoni.